# Friedrich Sparmann
Friedrich Wilhelm Theodor Sparmann (* 15. Mai 1890 in Ottensen; † 10. Mai 1969 in Hamburg-Bergstedt) war ein deutscher Lehrer, Heimatforscher und Publizist.

## Leben und Wirken
Friedrich Sparmann kam aus einer Familie, die 1872 von Mecklenburg nach Ottensen gezogen war. Sein Vater hatte eine Stelle bei Menck & Hambrock, seine Mutter unterhielt einen kleinen Laden für Milch und Brot. Das Ehepaar hatte zwei weitere, ältere Kinder. Sparmann besuchte eine Volksschule in Hamburg, danach für sechs Jahre eine Präparandenanstalt und ab 1904 das Lehrerseminar in Uetersen. 1910/11 leistete er seinen einjährigen Militärdienst in Altona. Eine erste Stelle als Lehrer erhielt er an einer Schule in Tremsbüttel. Ab 1913 arbeitete er als zweiter Lehrer und Organist in Bergstedt. Dort heiratete er 1919 Emma Griem (1895–1994), deren Vater Paul Griem Lehrer war. Aus der Ehe gingen zwei Kinder hervor.
Sparmann blieb bis zum Ende des Berufslebens 1955 an der Schule in Bergstedt. Während des Ersten Weltkriegs leistete er Kriegsdienst. 1931 übernahm er die Leitung der Volksschule, die er während seiner Dienstzeit von drei auf dreizehn Klassen ausbaute. Sparmann, der seit 1933 der SA und seit 1937 der NSDAP angehörte, wurde 1935 zum Hauptlehrer ernannt. Aufgrund seiner politischen Vergangenheit musste er die Schulleitung nach Ende des Zweiten Weltkriegs 1945 niederlegen.
Neben der Lehrtätigkeit war Sparmann in der Kirchenmusik und als Vorsitzer des Lehrervereins in Bergstedt aktiv. Er gehörte der DDP und dem örtlichen Bürgerverein an und engagierte sich in der Kommunalpolitik. Er befasste sich insbesondere mit der Heimatkunde und Geschichte Stormarns und dem Gebiet der Oberalster. Er erforschte archivalisch die Geschichte Bergstedts vom Urkirchspiel bis zum Hamburger Stadtteil und schrieb hierzu umfassend und gut lesbar. 1920 trat er in den zwanzig Jahre zuvor gegründeten und von Ludwig Frahm geleiteten Alsterverein ein und arbeitete an der Redaktion des Jahrbuchs des Vereins mit. 1936 übernahm er von Frahm Vorsitz und Schriftleitung des Vereins. 1945 legte er den Vorsitz nieder, arbeitete im Verein aber weiterhin im Vorstand und als Schriftleiter mit.
Sparmann schrieb zunächst kleine Beiträge für Zeitungen, mit denen er sein Einkommen verbesserte. Er beschäftigte sich erstmals für das Jahrbuch des Alstervereins 1931/32 zu historischen Themen. Dabei beschrieb er die Rodenbeker Mühle. In der Folgezeit verfasste er deutlich mehr als 100 Aufsätze, die in verschiedenen Zeitschriften erschienen. Außerdem schrieb er wichtige Bücher, die bis heute nicht ersetzt wurden. Er überlegte auch lange, die Geschichte Bergstedts in einem umfassenden Buch zusammenzustellen, was ihm bis Lebensende nicht gelang. Seine Witwe veröffentlichte es 1973 aus dem Nachlass ihres verstorbenen Ehemanns. Von 1947 bis 1960 unterrichtete Sparmann an der Volkshochschule. 1960 überreichte ihm Senator Heinrich Landahl für seine Verdienste das Bundesverdienstkreuz am Bande.
Obwohl er in den letzten Jahren gesundheitliche Probleme hatte, engagierte er sich bis Lebensende unter anderem bei dem Heimatverein De Spieker und dessen Zeitschrift. Das Grab von Friedrich Sparmann ist auf dem Friedhof in Bergstedt, sein Nachlass im Hamburger Staatsarchiv zu finden.